# (19190) Morihiroshi
(19190) Morihiroshi (1992 AM1) – planetoida z pasa głównego asteroid okrążająca Słońce w ciągu 4,52 lat w średniej odległości 2,73 j.a. Odkryta 10 stycznia 1992 roku.